# DEEPな店の常連さんに密着 イキスギさんについてった
『DEEPな店の常連さんに密着 イキスギさんについてった』（ディープなみせのじょうれんさんにみっちゃく イキスギさんについてった）は、TBSテレビにて2022年5月17日から2024年3月26日まで毎週火曜23:56 - 翌0:55（JST）に放送されていたバラエティ番組である。
当初は同年4月26日より開始予定であったが、出演者の中に体調不良者が出たことから収録が延期されることとなり、それに伴って開始日も延期されることとなった。
編成の都合により、水曜0:11～1:10（火曜深夜）枠の放送も時折行われた。そのため、スキップされた週でないにもかかわらず、放送間が8日もあったり6日しかない場合があった。
2024年4月改編で当該時間帯の前半枠（火曜23:56 - 翌0:26）にドラマ枠が1時間繰り上がる形で枠移動するため、3月で終了。WEST.は5月開始の新番組『ひらめけ!うんぴょこちゃんねる』に続投する。

## 概要
超個性派なお店の常連さん、通称"イキスギさん"に毎回メンバー1人が単独で密着取材を行う。
WEST.のメンバーは、前番組『パパジャニWEST』より続投でレギュラー出演する。

## 出演者
- WEST.

## 放送リスト
| 回 | 放送日   | タイトル                                                                                   | ロケ参加メンバー  |
| -- | -------- | ------------------------------------------------------------------------------------------ | ----------------- |
| 1  | 5月17日  | 元暴走族総長のお店にイキスギさん                                                           | 桐山照史          |
| 2  | 5月24日  | 「熱川バナナワニ園」「昭和レトロ専門店」にイキスギさん                                     | 小瀧望 神山智洋   |
| 3  | 5月31日  | 「ドン・キホーテ立川店」「富士そば御徒町店」にイキスギさん                                 | 藤井流星 中間淳太 |
| 4  | 6月7日   | 「赤字デカ盛り店」「キリンになるのが夢！」のイキスギさん                                   | 濵田崇裕          |
| 5  | 6月14日  | 「30年間週6で居酒屋」「仕事をサボりまくる男」のイキスギさん                                | 中間淳太 重岡大毅 |
| 6  | 6月21日  | 2万5000個以上の輸入菓子を食べてきたイキスギさん夫婦                                        | 桐山照史          |
| 7  | 6月28日  | 「超奇抜な洋服店」「秋葉原のLED専門店」にイキスギさん                                      | 神山智洋 藤井流星 |
| 8  | 7月5日   | 「暴走族元総長のお店アナザーストーリー」「ボルダリングジムに週3日」のイキスギさん          | 桐山照史 藤井流星 |
| 9  | 7月12日  | 人気ラーメン店「来来亭」にイキスギさん                                                     | 中間淳太          |
| 10 | 7月26日  | 怪奇現象が撮れちゃった！真夏の心霊SP                                                       | 濵田崇裕          |
| 11 | 8月9日   | 「ベンチプレスの世界記録保持者」「ソフトクリームを年間500個以上食べる」イキスギさん        | 小瀧望            |
| 12 | 8月16日  | 「29年前のゲームしか置いてないゲーセンに通いつめる」イキスギさん＆「イキスギさん数珠繋ぎ」 | 藤井流星 神山智洋 |
| 13 | 8月23日  | 絶対食べたくなる！真夏のカレーイキスギさんSP                                               | 濵田崇裕          |
| 14 | 9月6日   | 「チャーハン5000食！」「たい焼きの型に魅了され5000匹完食」イキスギさん                     | 重岡大毅 小瀧望   |
| 15 | 9月13日  | 「大阪・千里川土手」に15年間通い続けアナウンスをするイキスギさん                           | 藤井流星          |
| 16 | 9月20日  | 食欲の秋！絶品オムライスSP                                                                 | 桐山照史          |
| 17 | 9月27日  | 掛川花鳥園に年間300日以上通うイキスギさん                                                  | 重岡大毅          |
| 18 | 10月4日  | 「1日5台のレンタカーを乗り回す」「岩下の新生姜ミュージアム」のイキスギさん                 | 濵田崇裕 神山智洋 |
| 19 | 10月11日 | 横浜中華街にイキスギさん                                                                   | 小瀧望            |
| 20 | 10月18日 | あんかけスパゲッティ専門店にイキスギさん                                                   | 中間淳太          |
| 21 | 10月25日 | しょうが焼き界のレジェンドに密着！                                                         | 重岡大毅          |
| 22 | 11月1日  | イキスギさん数珠繋ぎSP！                                                                   | 神山智洋          |
| 23 | 11月8日  | フルーツサンドSP！                                                                         | 小瀧望            |
| 24 | 11月15日 | 世界最大級！淡水魚専門の水族館にイキスギさん                                               | 濵田崇裕          |
| 25 | 11月22日 | 今回は焼きそばワールドツアー！                                                             | 中間淳太          |
| 26 | 11月29日 | サーカスバーにイキスギさん                                                                 | 濵田崇裕          |
| 27 | 12月6日  | 謎の酒店に週5日1日6時間居座り続けるイキスギさん                                            | 重岡大毅          |
| 28 | 12月13日 | 東山動植物園に22年通い続けるイキスギさん                                                   | 小瀧望            |
| 29 | 12月20日 | 焼肉ホルモンふたごにイキスギさん                                                           | 藤井流星          |

| 回 | 放送日   | タイトル                                                         | ロケ参加メンバー           |
| -- | -------- | ---------------------------------------------------------------- | -------------------------- |
| SP | 1月10日  | ゴールデンスペシャル                                             | 濵田崇裕 桐山照史 藤井流星 |
| 30 | 1月10日  | 大正時代から続く金魚釣り堀にイキスギさん                         | 濵田崇裕                   |
| 31 | 1月17日  | レッサーパンダ風太くんを推し続けるイキスギさん                   | 藤井流星                   |
| 32 | 1月24日  | 友近が選ぶ細かすぎる名場面や爆笑シーン！                         |                            |
| 33 | 1月31日  | 「エジプトのB級グルメ コシャリ」「ラーメンの名店」にイキスギさん | 濵田崇裕 中間淳太          |
| 34 | 2月7日   | 「ドリフト」「絶叫マシン」「ムササビ」のイキスギさん             | 重岡大毅                   |
| 35 | 2月14日  | パフェのために日本永住を決意したフィンランド人のイキスギさん     | 藤井流星                   |
| 36 | 2月21日  | 新企画！「なのにツアー」                                         | 桐山照史                   |
| 37 | 2月28日  | イキスギさん数珠繋ぎSP！                                         | 神山智洋                   |
| 38 | 3月7日   | “お客さん愛”がすぎる店SP！                                       | 中間淳太 濵田崇裕          |
| 39 | 3月14日  | 高円寺の伝説的イキスギさん                                       | 濵田崇裕                   |
| 40 | 3月21日  | ハンバーガーによって結ばれたイキスギさん夫婦                     | 重岡大毅                   |
| 41 | 3月28日  | 人生で食べたとんかつは1トン超え！のイキスギさん                  | 小瀧望                     |
| 42 | 4月4日   | 「インド料理」「立ち食いそば」にイキスギさん                     | 藤井流星 神山智洋          |
| 43 | 4月11日  | 春の牛タン祭り！牛タン先生と呼ばれるイキスギさん                 | 桐山照史                   |
| 44 | 4月18日  | 「サンシャイン水族館」「筋肉女子」にイキスギさん                 | 小瀧望                     |
| 45 | 4月25日  | 「マヌルネコ」「キリン」にイキスギさん                           | 中間淳太                   |
| 46 | 5月2日   | パワースポット・住吉大社にイキスギさん                           | 藤井流星                   |
| 47 | 5月9日   | ダイソー愛が強すぎる中学3年生のイキスギさん                      | 神山智洋                   |
| 48 | 5月16日  | 福島県のご当地ラーメン「郡山ブラック」にイキスギさん             | 小瀧望                     |
| 49 | 5月23日  | 富士そば・生姜焼き・パフェ・餃子、新規開拓グルメ爆食SP！         | 藤井流星                   |
| 50 | 5月30日  | 日本一のカレーチェーン「CoCo壱番屋」にイキスギさん               | 神山智洋                   |
| 51 | 6月6日   | 「なのにツアー」第2弾！絶品グルメSP！                            | 桐山照史                   |
| 52 | 6月13日  | 羽田空港にイキスギさん！WEST藤井とCAさんがダンスコラボ！         | 藤井流星                   |
| 53 | 6月20日  | スカイツリーにイキスギさん＆新企画                               | 濵田崇裕                   |
| 54 | 6月27日  | 立ち食いそばSP                                                   | 中間淳太                   |
| 55 | 7月4日   | ウォンバットのイキスギさん＆番組初の恋愛リアリティーショー       | 小瀧望                     |
| 56 | 7月11日  | 新企画！巷のナニスギさん＆かき氷のイキスギさん                   | 神山智洋                   |
| 57 | 7月18日  | 浅草“行列直前グルメ”SP                                           | 桐山照史                   |
| 58 | 7月25日  | 100年受け継がれる幻の洋食 ルーツ探しの旅に密着！                 | 藤井流星                   |
| 59 | 8月1日   | 新企画！イキスギさんクイズ                                       |                            |
| 60 | 8月9日   | 真夏の激辛＆そうめんSP                                           | 中間淳太 重岡大毅          |
| 61 | 8月16日  | 巷のナニスギさん＆大正時代イキスギさん                           | 小瀧望                     |
| 62 | 8月29日  | 真夏の心霊SP                                                     | 濵田崇裕                   |
| 63 | 9月5日   | 真夏の激辛＆愛のグッピー物語                                     | 重岡大毅 中間淳太          |
| 64 | 9月13日  | ディベート対決【男女の友情は成立する？】                         |                            |
| 65 | 9月20日  | WESTvs天才キッズ                                                 |                            |
| 66 | 9月27日  | WESTvs日本のこと知りスギ外国人 クイズ対決！                      |                            |
| 67 | 10月4日  | WESTvsゲームイキスギさん対決！                                   |                            |
| 68 | 10月10日 | 新企画！イキスギ企業訪問                                         | 神山智洋                   |
| 69 | 10月18日 | 激辛、どう？SP                                                   | 中間淳太                   |
| 70 | 10月31日 | 友近厳選！細かすぎる名場面SP                                     |                            |
| 71 | 11月7日  | WESTvs日本のこと知りスギ外国人 クイズ対決！                      |                            |
| 72 | 11月14日 | WEST.vsゲームイキスギさん対決！前半戦                            |                            |
| 73 | 11月21日 | WEST.vsゲームイキスギさん対決！後半戦                            |                            |
| 74 | 11月29日 | 人気ダンスを覚え5曲連続成功したら100万円！1ミニッツカバーダンス  |                            |
| 75 | 12月5日  | 激辛、どう？～京都編～                                           | 中間淳太                   |
| 76 | 12月12日 | ディベート対決 第二弾！                                          |                            |
| 77 | 12月19日 | 1ミニッツカバーダンス“5連続クリアで100万円”                      |                            |

| 回 | 放送日  | タイトル                                               | ロケ参加メンバー  |
| -- | ------- | ------------------------------------------------------ | ----------------- |
| 78 | 1月9日  | WEST.vs天才キッズ                                      |                   |
| 79 | 1月16日 | 1ミニッツカバーダンス 第三弾                           |                   |
| 80 | 1月24日 | WEST.が選ぶイキスギさん名場面！未公開映像も！          |                   |
| 81 | 1月30日 | 公式お兄ちゃん川島明の誕生日会！前半戦                 |                   |
| 82 | 2月6日  | 公式お兄ちゃん川島明の誕生日会！後半戦                 |                   |
| 83 | 2月13日 | 1ミニッツカバーダンス バレンタインソングSP！（第四弾） |                   |
| 84 | 2月20日 | 女子校の男性教師vsWEST. 男前スギるワード対決！         |                   |
| 85 | 2月27日 | 1ミニッツカバーダンス！（第五弾）                      |                   |
| 86 | 3月5日  | 真冬の心霊SP                                           | 中間淳太 濵田崇裕 |
| 87 | 3月12日 | 知名度100％カラオケ 卒業ソングSP                       |                   |
| 88 | 3月19日 | 知名度100％カラオケ 数字ソングSP                       |                   |
| 89 | 3月26日 | メンバーが2年間の思い出を振り返る最終回SP              |                   |

## ネット局
| 放送対象地域   | 放送局                    | 系列    | 放送日時                     | 放送期間                       | ネット状況 |
| -------------- | ------------------------- | ------- | ---------------------------- | ------------------------------ | ---------- |
| 関東広域圏     | TBSテレビ（TBS）          | TBS系列 | 火曜 23:56 - 翌0:55          | 2022年5月17日 - 2024年3月26日  | 【制作局】 |
| 北海道         | 北海道放送（HBC）         | TBS系列 | 火曜 23:56 - 翌0:55          | 2022年5月17日 - 2024年3月26日  | 同時ネット |
| 青森県         | 青森テレビ（ATV）         | TBS系列 | 火曜 23:56 - 翌0:55          | 2022年5月17日 - 2024年3月26日  | 同時ネット |
| 岩手県         | IBC岩手放送（IBC）        | TBS系列 | 火曜 23:56 - 翌0:55          | 2022年5月17日 - 2024年3月26日  | 同時ネット |
| 宮城県         | 東北放送（tbc）           | TBS系列 | 火曜 23:56 - 翌0:55          | 2022年5月17日 - 2024年3月26日  | 同時ネット |
| 山形県         | テレビユー山形（TUY）     | TBS系列 | 火曜 23:56 - 翌0:55          | 2022年5月17日 - 2024年3月26日  | 同時ネット |
| 福島県         | テレビユー福島（TUF）     | TBS系列 | 火曜 23:56 - 翌0:55          | 2022年5月17日 - 2024年3月26日  | 同時ネット |
| 山梨県         | テレビ山梨（UTY）         | TBS系列 | 火曜 23:56 - 翌0:55          | 2022年5月25日 - 2024年3月26日  | 同時ネット |
| 静岡県         | 静岡放送（SBS）           | TBS系列 | 火曜 23:56 - 翌0:55          | 2022年5月17日 - 2024年3月26日  | 同時ネット |
| 岡山県・香川県 | RSK山陽放送（RSK）        | TBS系列 | 火曜 23:56 - 翌0:55          | 2022年5月17日 - 2024年3月26日  | 同時ネット |
| 広島県         | 中国放送（RCC）           | TBS系列 | 火曜 23:56 - 翌0:55          | 2022年5月24日 - 2024年3月26日  | 同時ネット |
| 山口県         | テレビ山口（tys）         | TBS系列 | 火曜 23:56 - 翌0:55          | 2023年4月4日 - 2024年3月26日   | 同時ネット |
| 福岡県         | RKB毎日放送（rkb）        | TBS系列 | 火曜 23:56 - 翌0:55          | 2022年5月17日 - 2024年3月26日  | 同時ネット |
| 大分県         | 大分放送（OBS）           | TBS系列 | 火曜 23:56 - 翌0:55          | 2022年5月17日 - 2024年3月26日  | 同時ネット |
| 鳥取県・島根県 | 山陰放送（BSS）           | TBS系列 | 火曜 15:49 - 16:50           | 2022年5月17日 -                | 遅れネット |
| 近畿広域圏     | 毎日放送（MBS）           | TBS系列 | 木曜 1:29 - 2:30（水曜深夜） | 2022年5月26日 - 2023年12月21日 | 遅れネット |
| 近畿広域圏     | 毎日放送（MBS）           | TBS系列 | 木曜 1:59 - 2:45（水曜深夜） | 2024年4月4日 -                 | 遅れネット |
| 中京広域圏     | CBCテレビ（CBC）          | TBS系列 | 水曜 0:50 - 1:50（火曜深夜） | 2022年5月29日 -                | 遅れネット |
| 石川県         | 北陸放送（MRO）           | TBS系列 | 木曜 0:00 - 1:00（水曜深夜） | 2022年6月2日 - 2024年4月3日    | 遅れネット |
| 長崎県         | 長崎放送（NBC）           | TBS系列 | 水曜 23:56 - 翌0:55          | 2022年10月5日 -                | 遅れネット |
| 富山県         | チューリップテレビ（TUT） | TBS系列 | 水曜 23:56 - 翌0:55          | 2023年4月5日 - 2024年4月25日   | 遅れネット |
| 鹿児島県       | 南日本放送（MBC）         | TBS系列 | 火曜 0:26 - 1:25（月曜深夜） | 2024年2月6日 -                 | 遅れネット |

過去のネット局
- 熊本放送（RKK、熊本県）[13] - 番組開始当初から同時ネットで放送していたが、2023年12月19日の放送分を以って打ち切り。

### 全国ネットSP版
| 放送対象地域   | 放送局                    | 系列    | 放送時間                         | ネット状況 |
| -------------- | ------------------------- | ------- | -------------------------------- | ---------- |
| 関東広域圏     | TBSテレビ（TBS）          | TBS系列 | 2023年1月10日（火）22:00 - 23:00 | 【制作局】 |
| 北海道         | 北海道放送（HBC）         | TBS系列 | 2023年1月10日（火）22:00 - 23:00 | 同時ネット |
| 青森県         | 青森テレビ（ATV）         | TBS系列 | 2023年1月10日（火）22:00 - 23:00 | 同時ネット |
| 岩手県         | IBC岩手放送（IBC）        | TBS系列 | 2023年1月10日（火）22:00 - 23:00 | 同時ネット |
| 宮城県         | 東北放送（tbc）           | TBS系列 | 2023年1月10日（火）22:00 - 23:00 | 同時ネット |
| 山形県         | テレビユー山形（TUY）     | TBS系列 | 2023年1月10日（火）22:00 - 23:00 | 同時ネット |
| 福島県         | テレビユー福島（TUF）     | TBS系列 | 2023年1月10日（火）22:00 - 23:00 | 同時ネット |
| 山梨県         | テレビ山梨（UTY）         | TBS系列 | 2023年1月10日（火）22:00 - 23:00 | 同時ネット |
| 長野県         | 信越放送（SBC）           | TBS系列 | 2023年1月10日（火）22:00 - 23:00 | 同時ネット |
| 新潟県         | 新潟放送（BSN）           | TBS系列 | 2023年1月10日（火）22:00 - 23:00 | 同時ネット |
| 静岡県         | 静岡放送（SBS）           | TBS系列 | 2023年1月10日（火）22:00 - 23:00 | 同時ネット |
| 富山県         | チューリップテレビ（TUT） | TBS系列 | 2023年1月10日（火）22:00 - 23:00 | 同時ネット |
| 石川県         | 北陸放送（MRO）           | TBS系列 | 2023年1月10日（火）22:00 - 23:00 | 同時ネット |
| 中京広域圏     | CBCテレビ（CBC）          | TBS系列 | 2023年1月10日（火）22:00 - 23:00 | 同時ネット |
| 近畿広域圏     | 毎日放送（MBS）           | TBS系列 | 2023年1月10日（火）22:00 - 23:00 | 同時ネット |
| 鳥取県・島根県 | 山陰放送（BSS）           | TBS系列 | 2023年1月10日（火）22:00 - 23:00 | 同時ネット |
| 岡山県・香川県 | RSK山陽放送（RSK）        | TBS系列 | 2023年1月10日（火）22:00 - 23:00 | 同時ネット |
| 広島県         | 中国放送（RCC）           | TBS系列 | 2023年1月10日（火）22:00 - 23:00 | 同時ネット |
| 山口県         | テレビ山口（tys）         | TBS系列 | 2023年1月10日（火）22:00 - 23:00 | 同時ネット |
| 愛媛県         | あいテレビ（itv）         | TBS系列 | 2023年1月10日（火）22:00 - 23:00 | 同時ネット |
| 高知県         | テレビ高知（KUTV）        | TBS系列 | 2023年1月10日（火）22:00 - 23:00 | 同時ネット |
| 福岡県         | RKB毎日放送（rkb）        | TBS系列 | 2023年1月10日（火）22:00 - 23:00 | 同時ネット |
| 長崎県         | 長崎放送（NBC）           | TBS系列 | 2023年1月10日（火）22:00 - 23:00 | 同時ネット |
| 熊本県         | 熊本放送（RKK）           | TBS系列 | 2023年1月10日（火）22:00 - 23:00 | 同時ネット |
| 大分県         | 大分放送（OBS）           | TBS系列 | 2023年1月10日（火）22:00 - 23:00 | 同時ネット |
| 宮崎県         | 宮崎放送（mrt）           | TBS系列 | 2023年1月10日（火）22:00 - 23:00 | 同時ネット |
| 鹿児島県       | 南日本放送（MBC）         | TBS系列 | 2023年1月10日（火）22:00 - 23:00 | 同時ネット |
| 沖縄県         | 琉球放送（RBC）           | TBS系列 | 2023年1月10日（火）22:00 - 23:00 | 同時ネット |

## スタッフ
- ナレーター：窪田等、上村彩子（TBSアナウンサー、クイズ企画のみ）
- 構成：飯塚大悟、片岡正徳、川嶋結衣、坂本龍二
- リサーチ：ジーワン、田中奈緒、平野萌々香
- TM：中村全希
- TP：中村昌昭（以前はPM）
- TD：菅沼雄介（以前はCAM）
- CAM：諏訪健太、谷垣穂高、渡部公臣
- VE：杉崎彩瑛、猿田新吾、久世大輔
- 音声：杉山雄飛、藤井勝彦、獄はる菜
- 照明：今田貴也
- 編集：高橋雄人
- MA：新田領
- 音効：山本達也
- CG：榛葉大介
- TK：五味真琴
- 美術プロデューサー：斉藤幸雄
- 美術ディレクター：町山充洋
- 装置：真野邦夫
- 技術協力：JUNE SEP、エスユー、SWISH japan、東京カメラ機材レンタル
- メイク：長沼佐枝子、林崎真理子、後藤麻樹
- 宣伝：星奈津美
- デスク：石川素子
- スタイリスト：村田友哉
- 編成：松本友香
- 配信：長谷川舞
- AD：萩尾志帆、中塚智也、黒瀬優太、髙橋優斗、伊藤剛、大澤さやか、海野せつら、髙田大聖、安永丈太郎
- AP：堀田光里
- ディレクター：堤俊博、戸田悠貴、真鍋正孝、村中良輔、瀬津巧、香西康位、貝瀬鉄矢、鈴木顕(良)尚、須藤昌夫、丹野絵梨香、小林悦子、伊東春香、遠藤卓哉、伊東温佳、蓮見仁史（伊東温→以前はAD）
- 制作プロデューサー：佐々木俊勝、荒井美妃
- 協力プロデューサー：藤田賢城
- 総合演出・プロデューサー：田村裕之
- 制作協力：BERMUDA
- 製作著作：TBS

### 過去のスタッフ
- PM：寺尾昭彦
- TD：荻野祐也
- 美術プロデューサー：岡嶋正浩
- メイク：池田真由美、大庭由美恵、安藤千浪、里吉かなで
- 協力：ジャニーズ事務所
- 編成︰寺田淳史、柳沢光一郎、河本恭平
- 配信：塩川篤史、石橋茉美
- AD︰中武美緒
- ディレクター：久野公嗣
- チーフプロデューサー：田口健介（以前はエグゼクティブプロデューサー）